# Saison 5 de The Rookie
Chronologie
Saison 4 Saison 6
La cinquième saison de la série télévisée américaine The Rookie : Le flic de Los Angeles débute en septembre 2022 et s'achève en mai 2023 et est constituée de 22 épisodes.

## Généralités
- Aux États-Unis, la saison est diffusée à partir du 25 septembre 2022 sur le réseau ABC.
- En France, la saison est diffusée à partir du 9 mars 2024 sur M6.

## Distribution

### Acteurs principaux
- Nathan Fillion (VF : Guillaume Orsat) : John Nolan
- Eric Winter (VF : Cédric Dumond) : Tim Bradford
- Melissa O'Neil (VF : Audrey Sourdive) : Lucy Chen
- Richard T. Jones (VF : Daniel Njo Lobé) : Wade Grey
- Alyssa Diaz (VF : Jessica Monceau) : Angela Lopez
- Mekia Cox (VF : Fily Keita) : Nyla Harper
- Shawn Ashmore (VF : Fabrice Trojani) : Wesley Evers
- Jenna Dewan (VF : Anouck Hautbois) : Bailey Nune
- Tru Valentino (VF : Alex Fondja) : Aaron Thorsen
- Lisseth Chavez (VF : Diane Kristanek) : Celina Juarez

### Acteurs récurrents
- Brent Huff (VF : Thierry Mercier) : Quigley Smitty
- Kanoa Goo (VF : Tony Marot) : Chris Sanford (7 épisodes)
- Arjay Smith (VF : Ismael Isma) : James Murray (7 épisodes)
- Bridget Regan (VF : Anne Massoteau) : Monica Stevens (6 épisodes)
- Brandon Jay McLaren (VF : Eilias Changuel) : Elijah Stone (6 épisodes)
- Dylan Conrique (VF : Camille Gondard) : Tamara Collins (5 épisodes)
- Angel Parker (VF : Jacky Tavernier) : Luna Grey (épisodes 1, 9 et 22)
- Michael Trucco (VF : Ludovic Baugin) : substitut du procureur Sean DelMonte (épisodes 1, 2 et 6)
- Peyton List (VF : Stéphanie Hédin) : Gennifer « Genny » Bradford (épisodes 2, 9 et 11)

### Invités
- Annie Wersching (VF : Anne Rondeleux) : Rosalind Dyer (épisodes 1 et 4)
- Helena Mattsson : Ashley McGrady (épisode 5)
- Rose Portillo : Emilia Lopez (épisode 5)
- Julio Macias : Damian Lopez (épisodes 5 et 11)
- Cristian Gonzalez : Benny Lopez (épisode 5)
- Shiloh Fernandez : Cruz Lopez (épisode 5)
- Jake Tapper : Jake Tapper (épisode 6)
- Carsyn Rose (VF : Shana Dugenet Valmy) : Lila Town (épisode 6)
- Jade Payton : Dominique Grey (épisode 9)
- Vincent Ventresca : Todd Shelf (épisode 10)
- Drew Fuller : Oliver Paoletta (épisode 11)
- Amanda Leighton : Kyra Cook (épisode 11)
- Matthew Glave : Oscar Hutchinson (épisodes 12 et 17)
- Kelly Clarkson : Kelly Clarkson (épisode 12)
- Molly C. Quinn : Ashley (épisode 12)
- Audrey Marie Anderson : Docteur (épisode 12)
- Marlene Forte : Carla Juarez (épisodes 13, 17 et 19)
- Alysia Reiner : Lieutenant Pine (épisodes 13 et 14)
- Benito Martinez : Judge Rivas (épisode 14)
- Julie Ann Emery : Stacy (épisode 15)
- Gigi Zumbado : Abril Rodas (épisode 15)
- Felicia Day : Dr. Morgan (épisode 16)
- Kyle Schmid : Noah Foster (épisode 16)
- Preeti Desai : Charlie Bristow (épisodes 16 et 17)
- Josh Hopkins : Charles Baudelaire (épisode 18)
- Lance Bass : Lance Bass (épisode 18)
- Mircea Monroe : Isabel Bradford (épisode 20)
- Flula Borg : Randy (épisode 20)
- Ben Levin : Scott (épisode 21)

### Invités deThe Rookie: Feds
- Niecy Nash (VF : Laura Zichy) : agent spécial Simone Clark (épisodes 10 et 21)
- Britt Robertson (VF : Camille Donda) : agent spécial Laura Stensen (épisodes 3, 4 et 15)
- Felix Solis (VF : Marc Saez) : agent spécial superviseur Matthew « Matt » Garza (épisodes 3 et 15)
- Kevin Zegers (VF : Julien Allouf) : agent spécial Brendon Acres (épisodes 4 et 15)
- James Lesure (VF : Eilias Changuel) : agent spécial Carter Hope (épisode 10)

## Liste des épisodes

### Épisode 1:Quitte ou double
- États-Unis / Canada : 25 septembre 2022 sur ABC / CTV
- France : 9 mars 2024 sur M6

- États-Unis : 3,36 millions de téléspectateurs (première diffusion)

- Annie Wersching : Rosalind Dyer
- Arjay Smith : James Murray
- Michael Trucco : Sean Del Monte
- Dylan Conrique : Tamara Colins
- Kanoa Goo : Chris Sanford
- Angel Parker : Luna Grey

### Épisode 2:Choix professionnels
- États-Unis / Canada : 2 octobre 2022 sur ABC
- France : 9 mars 2024 sur M6

- États-Unis : 2,93 millions de téléspectateurs (première diffusion)

- Peyton List : Gennifer « Genny » Bradford
- Arjay Smith : James Murray
- Kanoa Goo : Chris Sanford
- Fiona Rene : Misha Porter

### Épisode 3:Ici et d'ailleurs
- États-Unis / Canada : 2 octobre 2022 sur ABC
- France : 9 mars 2024 sur M6

- États-Unis : 3,12 millions de téléspectateurs (première diffusion)

- Britt Robertson : Laura Stensen
- Felix Solis : Matthew Garza
- Dylan Conrique : Tamara Colins
- Kanoa Goo : Chris Sanford

### Épisode 4:Le choix
- États-Unis / Canada : 16 octobre 2022 sur ABC
- France : 9 mars 2024 sur M6

- États-Unis : 3,08 millions de téléspectateurs (première diffusion)

- Britt Robertson : agent spécial Laura Stensen
- Kevin Zegers : agent spécial Brendon Acres
- Annie Wersching : Rosalind Dyer

### Épisode 5:Le fugitif
- États-Unis / Canada : 23 octobre 2022 sur ABC
- France : 16 mars 2024 sur M6

- États-Unis : 3,40 millions de téléspectateurs (première diffusion)

- Helena Mattsson : Ashley McGrady
- Rose Portillo : Emilia Lopez
- Julio Macias : Damian Lopez
- Cristian Gonzalez : Benny Lopez
- Shiloh Fernandez : Cruz Lopez

### Épisode 6:La Déposition
- États-Unis / Canada : 30 octobre 2022 sur ABC
- France : 16 mars 2024 sur M6

- États-Unis : 3,52 millions de téléspectateurs (première diffusion)

- Brandon Jay McLaren : Elijah Stone
- Bridget Regan : Monica Stevens
- Michael Trucco : Sean Del Monte
- Kanoa Goo : Chris Sanford
- Arjay Smith : James Murray
- Jake Tapper : Jake Tapper
- Jack Tapper : Jack Tapper
- Carsyn Rose : Lila Town

### Épisode 7:Tir croisé
- États-Unis / Canada : 6 novembre 2022 sur ABC
- France : 16 mars 2024 sur M6

- États-Unis : 3,02 millions de téléspectateurs (première diffusion)

- Brandon Jay McLaren : Elijah Stone

### Épisode 8:Le Collier
- États-Unis / Canada : 4 décembre 2022 sur ABC
- France : 16 mars 2024 sur M6

- États-Unis : 3,75 millions de téléspectateurs (première diffusion)

- Kanoa Goo : Chris Sanford

### Épisode 9:La Répétition
- États-Unis / Canada : 4 décembre 2022 sur ABC
- France : 16 mars 2024 sur M6

- États-Unis : 3,65 millions de téléspectateurs (première diffusion)

- Angel Parker : Luna Grey
- Jade Payton : Dominique Grey
- Peyton List : Gennifer « Genny » Bradford
- Kanoa Goo : Chris Sanford

### Épisode 10:La Liste
- États-Unis / Canada : 3 janvier 2023 sur ABC
- France : 16 mars 2024 sur M6

- États-Unis : 4,69 millions de téléspectateurs (première diffusion)

- Arjay Smith : James Murray
- Niecy Nash : Simone Clark
- James Lesure : Carter Hope
- Vincent Ventresca : Todd Shelf

### Épisode 11:Guerres de gangs
- États-Unis / Canada : 10 janvier 2023 sur ABC
- France : 23 mars 2024 sur M6

- États-Unis : 4,03 millions de téléspectateurs (première diffusion)

- Brandon Jay McLaren : Elijah Stone
- Peyton List : Gennifer « Genny » Bradford
- Drew Fuller : Oliver Paoletta
- Amanda Leighton : Kyra Cook
- Julio Macias : Damian Lopez

### Épisode 12:Avis de décès
- États-Unis / Canada : 17 janvier 2023 sur ABC
- France : 23 mars 2024 sur M6

- États-Unis : 4,78 millions de téléspectateurs (première diffusion)

- Kelly Clarkson : Kelly Clarkson
- Brandon Jay McLaren : Elijah Stone
- Bridget Regan : Monica Stevens
- Dylan Conrique : Tamara Colins
- Matthew Glave : Oscar Hutchinson
- Molly Quinn : Ashley
- Audrey Marie Anderson : Docteur

### Épisode 13:Le Flic sexy
- États-Unis / Canada : 24 janvier 2023 sur ABC
- France : 23 mars 2024 sur M6

- États-Unis : 4,37 millions de téléspectateurs (première diffusion)

- Arjay Smith : James Murray
- Marlene Forte : Carla Juarez
- Alysia Reiner : Lieutenant Pine

### Épisode 14:Condamnation à mort
- États-Unis / Canada : 31 janvier 2023 sur ABC
- France : 23 mars 2024 sur M6

- États-Unis : 4,77 millions de téléspectateurs (première diffusion)

- Bridget Regan : Monica Stevens
- Dylan Conrique : Tamara Colins
- Alysia Reiner : Lieutenant Pine
- Benito Martinez : Judge Rivas

### Épisode 15:Un plan risqué
- États-Unis / Canada : 14 février 2023 sur ABC
- France : 23 mars 2024 sur M6

- États-Unis : 4,10 millions de téléspectateurs (première diffusion)

- Brandon Jay McLaren : Elijah Stone
- Bridget Regan : Monica Stevens
- Julie Ann Emery : Stacy
- Gigi Zumbado : Abril Rodas
- Britt Robertson : Laura Stensen
- Kevin Zegers : Brendon Acres
- Felix Solis : Matthew « Matt » Garza

### Épisode 16:Double contamination
- États-Unis / Canada : 21 février 2023 sur ABC
- France : 23 mars 2024 sur M6

- États-Unis : 4,15 millions de téléspectateurs (première diffusion)

- Arjay Smith : James Murray
- Felicia Day : Dr. Morgan
- Kyle Schmid : Noah Foster
- Preeti Desai : Charlie Bristow

### Épisode 17:Le Cheval de Troie
- États-Unis / Canada : 28 février 2023 sur ABC
- France : 30 mars 2024 sur M6

- États-Unis : 4,11 millions de téléspectateurs (première diffusion)

- Brandon Jay McLaren : Elijah Stone
- Bridget Regan : Monica Stevens
- Kanoa Goo : Chris Sanford
- Matthew Glave : Oscar Hutchinson
- Marlene Forte : Carla Juarez
- Preeti Desai : Charlie Bristow

### Épisode 18:Panique dans le multivers
- États-Unis / Canada : 21 mars 2023 sur ABC
- France : 30 mars 2024 sur M6

- États-Unis : 3,95 millions de téléspectateurs (première diffusion)

- Josh Hopkins : Charles Baudelaire
- Lance Bass : Lance Bass

### Épisode 19:Arrêt sur image
- États-Unis / Canada : 28 mars 2023 sur ABC
- France : 30 mars 2024 sur M6

- États-Unis : 4,47 millions de téléspectateurs (première diffusion)

- Marlene Forte : Carla Juarez

### Épisode 20:Droit au but
- États-Unis / Canada : 18 avril 2023 sur ABC
- France : 30 mars 2024 sur M6

- États-Unis : 3,61 millions de téléspectateurs (première diffusion)

- Bridget Regan : Monica Stevens
- Dylan Conrique : Tamara Colins
- Mircea Monroe : Isabel Bradford
- Flula Borg : Randy

### Épisode 21:Liquidation
- États-Unis / Canada : 25 avril 2023 sur ABC
- France : 30 mars 2024 sur M6

- États-Unis : 3,55 millions de téléspectateurs (première diffusion)

- Niecy Nash : Simone Clark
- Ben Levin : Scott

### Épisode 22:Masque de la honte
- États-Unis / Canada : 2 mai 2023 sur ABC
- France : 30 mars 2024 sur M6

- États-Unis : 4,33 millions de téléspectateurs (première diffusion)

- Angel Parker : Luna Grey
- Arjay Smith : James Murray